# Прилужний (Саратовська область)
Прилужний (рос. Прилужный) — селище у Енгельському районі Саратовської області Російської Федерації.
Населення становить 610 осіб. Належить до муніципального утворення Безим'янське муніципальне утворення.

## Історія
Населений пункт розташований у межах українського історичного та культурного регіону Жовтий Клин.
До 1941 року належав до АРСР Німців Поволжя. Орган місцевого самоврядування від 2004 року — Безим'янське муніципальне утворення.

## Населення
| 2010 | 2019 |
| ---- | ---- |
| 542  | ↗610 |